# گمینا زاکژو (استان ماسوویان)
گمینا زاکژو (استان ماسوویان) (به لهستانی:  Gmina Zakrzew) یک گمینا در لهستان است که در شهرستان رادوم واقع شده‌است. گمینا زاکژو ۹۶٫۱۵ کیلومتر مربع مساحت و ۱۱٬۱۸۹ نفر جمعیت دارد.